# Iljoesjin Il-4
De Iljoesjin Il-4 (Russisch: Ильюшин Ил-4) (NAVO-codenaam: Bob) is een Sovjet-bommenwerper, ontworpen door Iljoesjin.

## Geschiedenis
De Il-4 begon als een snel geproduceerde bommenwerper, genaamd TsKB-26. Delen van de romp en cockpit werden genomen van het TsKB-12 (Polikarpov I-16) gevechtsvliegtuig, samengevoegd met nieuwe vleugels gemaakt van gelaste stalen U-profielen en buizen. Er werden er maar een paar gebouwd voordat men zich concentreerde op de opgewaardeerde TsKB-30, die onder meer een nieuwe romp had, op dezelfde manier geconstrueerd. De balken hadden drie lassen per kruising, dus het bouwen van het toestel kostte veel tijd. Het ontwerp had echter wel een ruim bereik en was robuust. Hij werd in 1936 in productie genomen als DB-3, waarvan er 1.528 waren geproduceerd tegen 1939.
Dit werd gevolgd door de opgewaardeerde DB-3M, welke er hetzelfde uitzag, met uitzondering van de grotere en rondere neus. Van binnen was het een totaal ander toestel. Met geleerde lessen van de Li-2 (Douglas DC-3) werd het vliegtuig opnieuw gebouwd met T-profielen in plaats van de U-profielen en buizen. Dit leidde tot een aanzienlijk kortere constructietijd en de DB-3M werd snel in productie genomen.

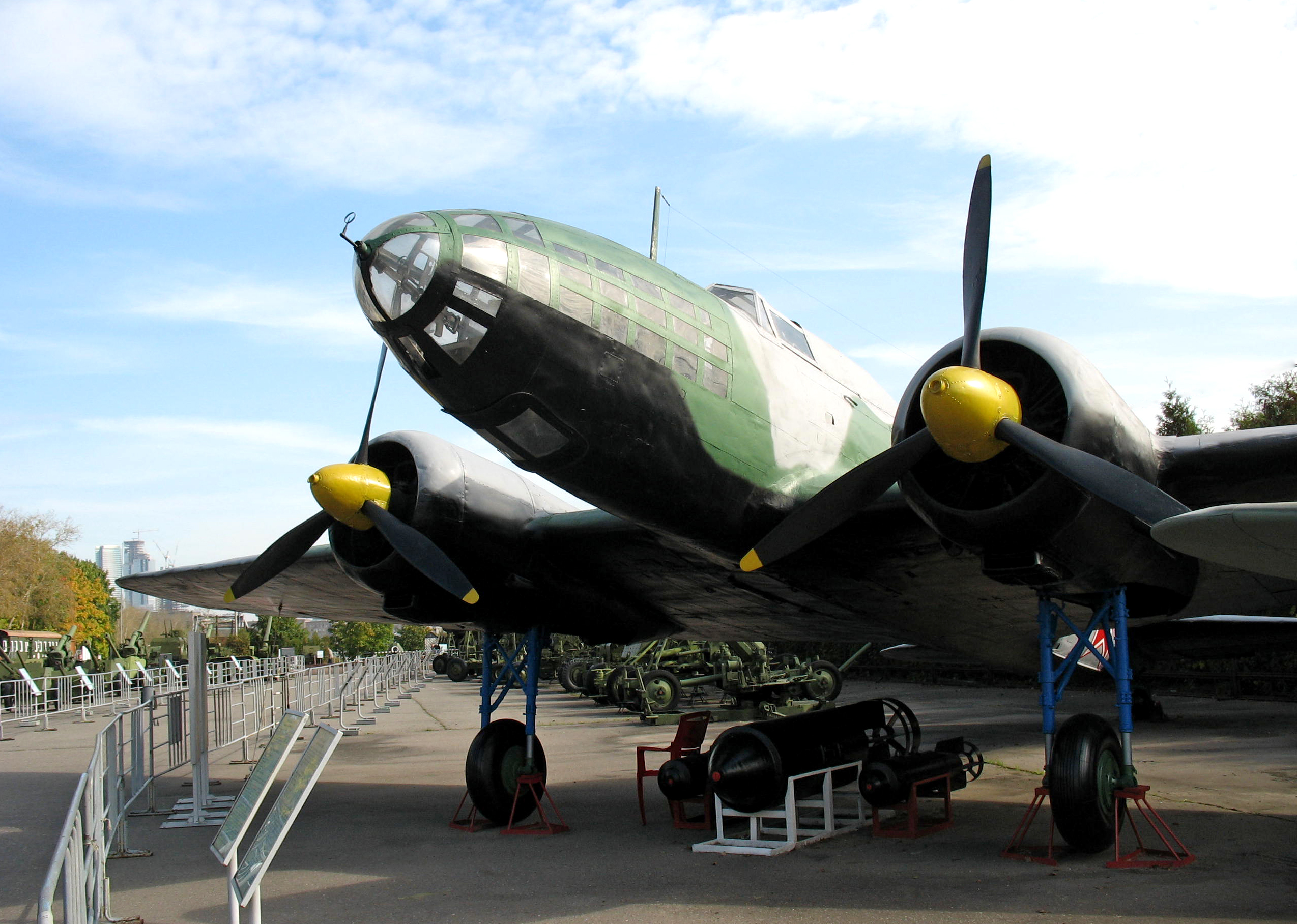
Iljoesjin Il-4

Een verandering van de 706 kW sterke M-87B naar de 820 kW sterke M-88-motoren resulteerde in de DB-3F, welke uiteindelijk in 1942 werd omgedoopt tot Il-4. Sommige series hadden houten vleugeluiteinden om metaal te sparen, en tijdens de gehele productie werden de motoren en de brandstoftanks verbeterd voor betere prestaties bij eenzelfde bereik. De grootste verandering was het installeren van de 12,7mm-Berezin UBT-machinegeweren in plaats van de 7,62mm-machinegeweren. Daarnaast zag men dat de schutters als eerste werden aangevallen, dus werd er pantser aangebracht rond de schutterspositie.
Al dit extra gewicht werd echter niet gecompenseerd door de sterkere motoren, en daardoor was de topsnelheid van de Il-4 met 404 km/h lager dan de eerdere versies. Een poging om dit te verbeteren werd de Il-6 gebouwd, met grote dieselmotoren en meer bewapening. De motor bleek niet betrouwbaar en de Il-6 kwam nooit in productie. De Il-4 bleef in productie tot 1944, toen er iets meer dan 5.200 van waren gebouwd.
Il-2 · Il-4 · Il-10 · Il-12 · Il-14 · Il-18 · Il-20 · Il-28 · Il-38 · Il-40 · Il-62 · Il-76 · Il-78 · Il-80 · Il-86 · Il-96 · Il-103 · Il-114